# ایباررانگلو
ایباررانگلو (به اسپانیایی: Ibarranguelua) یک دهستان در اسپانیا است که در Busturialdea واقع شده‌است. ایباررانگلو ۱۵٫۵۶ کیلومتر مربع مساحت و ۶۳۹ نفر جمعیت دارد و ۱۰۰ متر بالاتر از سطح دریا واقع شده‌است.